# Volcán Ollagüe
Volcán Ollagüe är en vulkan i Chile. Den ligger i den norra delen av landet, 1 400 km norr om huvudstaden Santiago de Chile. Toppen på Volcán Ollagüe är 5 868 meter över havet, eller 1 819 meter över den omgivande terrängen. Bredden vid basen är 12,4 km.
Terrängen runt Volcán Ollagüe är kuperad åt sydost, men åt nordväst är den bergig. Trakten runt Volcán Ollagüe är nära nog obefolkad, med mindre än två invånare per kvadratkilometer.. Det finns inga samhällen i närheten.
Trakten runt Volcán Ollagüe är ofruktbar med lite eller ingen växtlighet.